# Gare d’Épernon
Gare d’Épernon vasútállomás Franciaországban, Épernon településen.

## Vasútvonalak
Az állomást az alábbi vasútvonalak érintik:
- Párizs–Brest-vasútvonal

## Kapcsolódó állomások
A vasútállomáshoz az alábbi állomások vannak a legközelebb:
- Gare de Maintenon (Gare de Brest, Párizs–Brest-vasútvonal)
- Gare de Gazeran (Paris Gare Montparnasse, Párizs–Brest-vasútvonal)